# Lo scatenato
Lo scatenato, conocida en castellano bajo el título de El bello Giorgio (en España), es una película italiana de 1967 del género de comedia dirigida por Franco Indovina, con guion suyo coescrito junto con Tonino Guerra y Luigi Malerba y con música del compositor argentino Luis Bacalov.

## Sinopsis
Bob Chiaramonte es un muy exitoso y cotizado modelo publicitario quien, un buen día, sufre un «pequeño accidente» cuando un perro le orina el pantalón mientras está filmando un comercial de televisión, y lo que en un principio sería una simple anécdota terminará siendo el preludio de una cadena de extraños accidentes cuyo punto en común es que intervienen animales de todo tipo, los cuales pondrán en riesgo no sólo el trabajo de Bob sino hasta su propia salud mental.

## Elenco
- Vittorio Gassman ... Bob Chiaramonte
- Martha Hyer ... Luisa, la esposa de Bob
- Gila Golan ... Emma
- Karin Skarreso ... Modelo
- Massimo Serato ... Tony, el agente de Bob
- Carmelo Bene ... Sacerdote
- Steffen Zacharias ... Inspector de Policía
- Jacques Herlin ... Profesor de Zoología
- Claudio Gora ... Ministro de Economía
- Gigi Proietti ... Maquillador
- Giovanni Ivan Scratuglia ... Gianfranco, el modelo sustituto de Bob
- Aldo Tonti ... Director
- Mario Cecchi Gori
- Piero Vida
- Luigi Proietti
- Giuseppe Chinnici